# Ahmed Hassan Fahal
Ahmed Hassan Fahal (arabe : أحمد حسن فحل, né en 1956) est un professeur soudanais de chirurgie à l'université de Khartoum, spécialisé dans le mycétome.

## Vie et carrière

### Enfance et formation
Fahal est né le 25 décembre 1956 à Khartoum, au Soudan,. Fahal obtient un Bachelor of Medicine, un Bachelor of Surgery (MBBS) avec distinction de l'Université de Khartoum en 1979, une maîtrise en chirurgie (en) (MS) en 1984, avant de devenir docteur en médecine (MD) en 1996.

### Carrière
Fahal rejoint le département de chirurgie de la faculté de médecine de l'université de Khartoum en 1981 en tant qu'assistant d'enseignement, devenant professeur assistant (maître de conférences) en 1984, professeur agrégé (maître de conférences) en 1990 et professeur de chirurgie en 1997,. Parallèlement, il commence à exercer à l'hôpital Soba de l'Université de Khartoum en 1979 en tant que House Officer, devenant officier principal en 1980, registraire en 1981 et registraire principal en chirurgie en 1984. Il voyage au Royaume-Uni et travaille comme registraire rotatif à l'University College Hospital et au Middlesex Hospital de 1984 à 1986. Il retourne au Soudan en tant que chirurgien consultant à l'hôpital Soba de l'université de Khartoum,.

### Vie privée
Fahal est marié et père de quatre enfants.

## Recherche
Les recherches de Fahal se concentrent sur le mycétome et la chirurgie tropicale, avec de nombreuses publications et livres évalués par des pairs,,,,, des présentations, et des collaborations nationales et internationales,. Il fonde et il est actuellement directeur du Centre de recherche sur le mycétome (Mycetoma Research Center, MRC), de l'université de Khartoum, et du Mycetoma Control Programme, au Soudan, qui aide des milliers de personnes,,.
Fahal joue de nombreux rôles en tant qu’enseignant, que ce soit au niveau national ou international. Depuis novembre 2022, Fahal est président de l'Agence de recherche scientifique et d'innovation du Soudan, conseiller du ministre de l'Enseignement supérieur et de la Recherche scientifique du Soudan, membre du conseil exécutif de l'Académie nationale soudanaise des sciences (SNAS) depuis 2007, secrétaire général fondateur de l'Association soudanaise de formation médicale (2004), membre fondateur de l'Académie mondiale de chirurgie tropicale (2004) et de l'Association africaine pour l'éducation et la recherche des professions de santé (2007), Consultant Santé mondiale en organisation pour l'éducation médicale et rédacteur en chef du PLOS Neglected Tropical Diseases Journal.

## Prix et distinctions
En novembre 2022, Fahal fait partie des 2 % des meilleurs universitaires et du meilleur chercheur soudanais,,. Il est le meilleur chercheur mondial sur le mycétome. Au niveau national, Fahal reçoit le prix Az-Zubair pour l'innovation et l'excellence scientifique (en) en 2000,. L'université de Khartoum décerne à Fahal le prix d'excellence en recherche scientifique en 2010, le prix d'excellence en réalisations administratives en 2016 et le prix d'excellence de longue date en recherche scientifique en 2019.
Fahal est élu membre de la Royal Society of Tropical Medicine and Hygiene en 1992, membre du Royal College of Physicians (FRCP), membre du Collège royal de chirurgie en Irlande (FRCSI) et du Collège royal de chirurgie au Royaume-Uni (FRCS), Fellow de l'Académie africaine des sciences (FAAS) en 2014 et Fellow de l'Académie mondiale des sciences (FTWAS) en 2019.
Fahal est également décoré l'Ordre des Palmes académiques (OPA) de la République française en 2018, de l'Ordre du Mérite de la République italienne (OMRI) en 2018 et la médaille Donald Mackay (en) de la Royal Society of Médecine tropicale et hygiène en 2018,.

## Publications (sélection)
- A.H. Fahal (2004). Mycetoma: a thorn in the flesh. Transactions of the Royal Society of Tropical Medicine and Hygiene (en), Volume 98, Issue 1, January 2004, Pages 3–11, doi: 10.1016/S0035-9203(03)00009-9.
- Queiroz-Telles, Flavio; Fahal, Ahmed Hassan; Falci, Diego R.; Caceres, Diego H.; Chiller, Tom; Pasqualotto, Alessandro C. (2017-11-01). Neglected endemic mycoses. The Lancet Infectious Diseases. 17 (11): e367–e377. doi:10.1016/S1473-3099(17)30306-7. ISSN 1473-3099. PMID 28774696.
- Ahmed, Abdalla OA; Leeuwen, Willem van; Fahal, Ahmed; Sande, Wendy van de; Verbrugh, Henri; Belkum, Alex van (2004-09-01). Mycetoma caused by Madurella mycetomatis: a neglected infectious burden. The Lancet Infectious Diseases. 4 (9): 566–574. doi:10.1016/S1473-3099(04)01131-4. ISSN 1473-3099. PMID 15336224.
- Ahmed, Abdalla OA; Leeuwen, Willem van; Fahal, Ahmed; Sande, Wendy van de; Verbrugh, Henri; Belkum, Alex van (2004-09-01). Mycetoma caused by Madurella mycetomatis: a neglected infectious burden. The Lancet Infectious Diseases. 4 (9): 566–574. doi:10.1016/S1473-3099(04)01131-4. ISSN 1473-3099. PMID 15336224.
- Zijlstra, Eduard E.; Sande, Wendy W. J. van de; Welsh, Oliverio; Mahgoub, El Sheikh; Goodfellow, Michael; Fahal, Ahmed H. (2016-01-01). Mycetoma: a unique neglected tropical disease. The Lancet Infectious Diseases. 16 (1): 100–112. doi:10.1016/S1473-3099(15)00359-X. ISSN 1473-3099. PMID 26738840.